# NGC 3762
NGC 3762 ist eine Spiralgalaxie vom Hubble-Typ Sa im Sternbild Großer Bär am Nordsternhimmel. Sie ist schätzungsweise 159 Millionen Lichtjahre von der Milchstraße entfernt und hat einen Durchmesser von etwa 80.000 Lichtjahren. Gemeinsam mit zwei weiteren Galaxien bildet sie die NGC 3762-Gruppe oder LGG 239.
Im selben Himmelsareal befindet sich u. a. die Galaxie NGC 3725.
Das Objekt wurde am 19. März 1790 von Wilhelm Herschel entdeckt.

## NGC 3762-Gruppe (LGG 239)
| Galaxie   | Alternativname | Entfernung/Mio. Lj |
| --------- | -------------- | ------------------ |
| NGC 3762  | PGC 35979      | 159                |
| NGC 3725  | PGC 35698      | 153                |
| PGC 35626 | UGC 6528       | 149                |